# 강노인의 웃음
《강노인의 웃음》은 1983년 3월 26일에 방영된 TV문학관이다.

## 줄거리
대학교수를 정년퇴직하고 시골에 내려가 사는 강 노인(김진해)에게 배다른 형제 장영도(박병호)의 본부인인 강계댁(이주실)의 부고가 온다. 강 노인은 장영도의 아버지 장 진사와 하녀 사이에서 태어난 출생의 비밀을 지닌 인물로, 외삼촌의 성씨인 강씨 성을 사용하고 있다. 강 노인과 장영도는 젊었을 때 한 소녀를 중심으로 연정의 갈등을 일으킨 적이 있는 미묘한 관계였는데...

## 출연
- 김진해
- 여운계
- 박병호
- 이주실
- 이일웅
- 전원주
- 정재순
- 황범식
- 최창호
- 봉수연
- 박현정
- 이난희
- 맹호림
- 안광진
- 박승규
- 박해상
- 김일란
- 곽정희
- 최은숙
- 이나야
- 최우백
- 김진란
- 채수영
- 최건호
- 김희정
- 최용팔
- 최성우
- 최용호